# Imelda kadenii
Imelda kadenii är en fjärilsart som beskrevs av Felder 1861. Imelda kadenii ingår i släktet Imelda och familjen Riodinidae. Inga underarter finns listade i Catalogue of Life.